# Josef Arnošt Kinský
Josef Arnošt Kinský IV. kníže z Vchynic a Tetova (německy Joseph Ernst Kinsky, IV. Fürst von Wchinitz und Tettau, 12. ledna 1751 Vídeň – 11. srpna 1798 Praha) byl šlechtic ze starobylého českého rodu Kinských.

## Dětství
Narodil se ve Vídni jako druhý ze tří synů Františka de Paula Oldřicha, III. knížete Kinského z Vchynic a Tetova a hraběnky Marie Sidonie z Hohenzollern-Hechingenu. Byl pokřtěn jako Josef Arnošt Leonard Dominik. Oba jeho bratři zemřeli již jako děti, po smrti svého otce v roce 1792 se tedy, ač druhorozený, stal knížetem.

## Politická kariéra
V roce 1767 se Josef Arnošt stal císařským soudcem,[zdroj?] v roce 1772 skutečným komorníkem, v roce 1774 vládním radou Rakouského arcivévodství a v roce 1775 císařským radou. V této funkci cestoval po celé Evropě. V roce 1792, když se stal po smrti svého otce IV. knížetem Kinským z Vchynic a Tetova, následoval otcova příkladu a vzdal se své pozice ve státní správě.
Jako mecenáš podporoval např. hudebního skladatele Pavla Vranického (1756–1808) a další moravské a české hudebníky ve Vídni.

## Rodinný život
Josef se 23. dubna 1777 ve Vídeň oženil s hraběnkou Marií Rozálií Harrachovou z Rohrau a Thannhausenu (1758–1814), dcerou Ferdinanda Bonaventury II. Antonína, hraběte Harracha z Rohrau a Thannhausenu a jeho manželky, hraběnky Marie Rozálie.
V manželství se narodily čtyři děti:
- 1. hraběnka Marie Sidonie Kinská z Vchynic a Tetova (12. února 1779 – 26. března 1837), ∞ 1796 Antonín Isidor, kníže z Lobkovic; měli děti.
- 2. hraběnka Marie Rozálie Johana Kinská z Vchynic a Tetova (23. května 1780 – 16. března 1842)
- 3. Ferdinand, 5. kníže Kinský z Vchynic a Tetova (5. prosince 1781 – 3. listopadu 1812), ∞ 1801 baronka Marie Charlotte Karolína z Kerpenu; měli děti.
- 4. hrabě František de Paula Josef Kinský z Vchynic a Tetova (23. března 1784 – 17. listopadu 1823), ∞ 1809 hraběnka Terezie z Vrbna a Bruntálu; měli děti, mezi nimi Františku, pozdější manželku panujícího lichtenštejnského knížete Aloise II.